# Études d'architecture en France

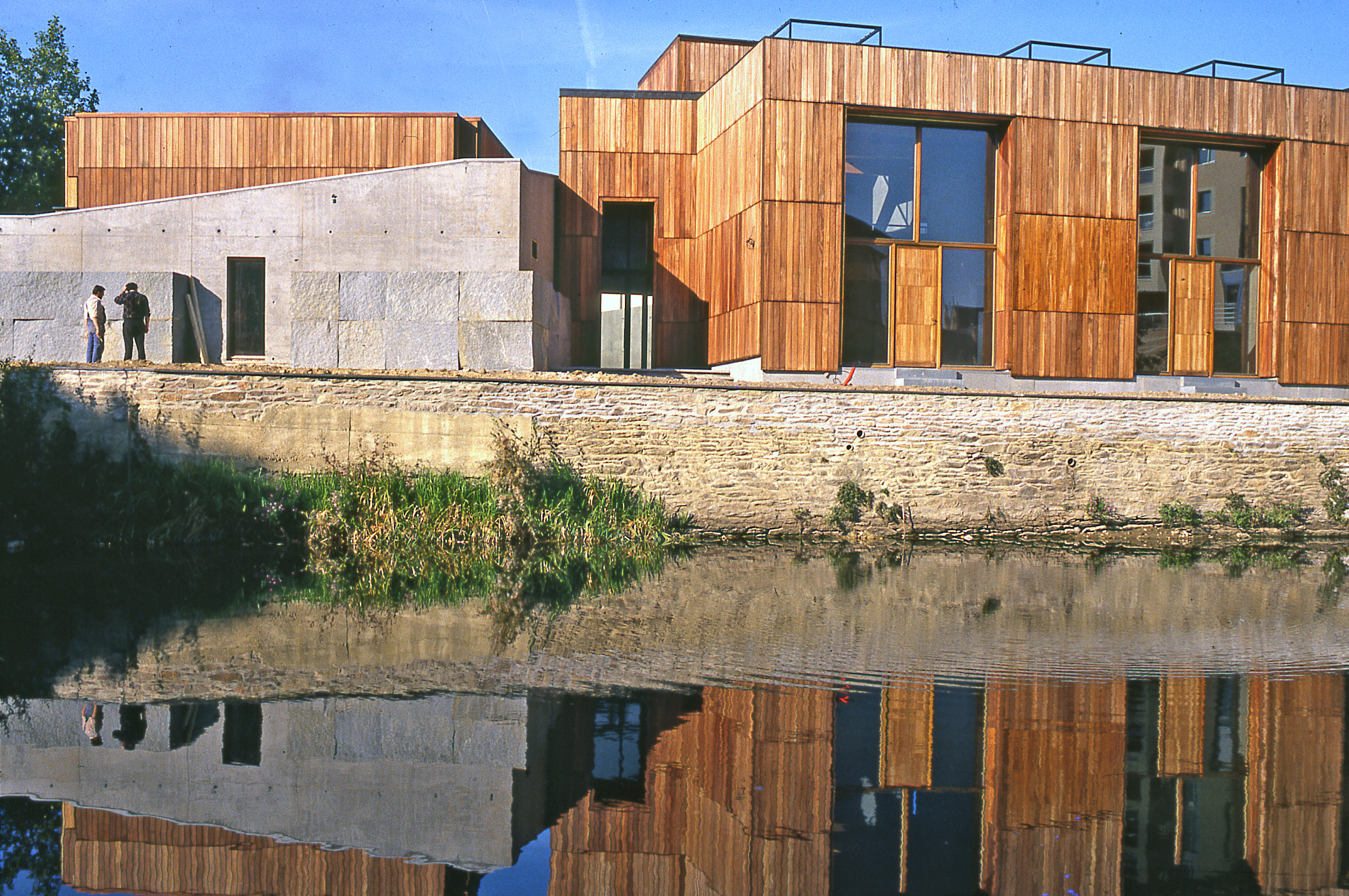
l'École nationale supérieure d'architecture de Bretagne à Rennes

En France, comme dans la grande majorité des pays, les études en architecture durent cinq ans et se déroulent dans l'une des vingt-et-une Écoles nationales supérieures d'architecture (ENSA), placées actuellement sous la tutelle du ministère de la Culture. Les études d'architecture dans les ENSA sont organisées en trois cycles licence-master-doctorat.
Certaines de ces écoles d’architecture sont associées à des universités. Trois autres établissements, l’un public sous tutelle du ministère chargé de l’enseignement supérieur (l'Institut national des sciences appliquées (INSA) à Strasbourg), deux autres privés (l’École spéciale d’architecture (ESA) à Paris et l'école internationale Confluence  à Paris) proposent également des formations. Elles mènent à des diplômes reconnus par le Ministère de la Culture, ou en cours de reconnaissance pour Confluence. Près de 20 000 étudiants sont inscrits dans les vingt-et-une ENSA.

## Historique
L'enseignement de l'architecture en France relève d'une longue tradition, héritière des Académies royales d'architecture, avec une école académique fondée en 1671 à Paris, puis la première Académie royale en province fondée en 1751 à Toulouse.
Sous la Révolution française, l'École et l'Académie d'architecture sont supprimées, et il est créé en 1794, à l'initiative de Lamblardie, Monge et Carnot, l'« École centrale des travaux publics » (qui prendra le nom d'École polytechnique) avec une section d'enseignement de l'architecture ayant comme professeur J.-N.-L. Durand, collaborateur de Boulée; il publie en 1805 Précis des leçons d'architecture données à l'École polytechnique dont les préceptes influenceront l'enseignement de l'architecture à l'École polytechnique jusqu'à la nomination en 1837 de Léonce Reynaud.
En 1865, il est créé à l'initiative d'Eugène Viollet-le-Duc par Émile Trélat, ingénieur de l'École centrale des arts et manufactures, professeur de construction civile au Conservatoire des arts et métiers, l'« École centrale d'architecture » (qui prendra le nom d'École spéciale d'architecture).
L'architecture est traditionnellement intégrée aux métiers liés à la mise en œuvre et l'édification de construction. Bien que ce lien se soit ténu dans une grande majorité des pays, au XIXe siècle, le système français s'est marginalisé en opérant une scission entre architecture et génie civil. L'architecture a alors été considérée comme l’une des quatre disciplines des beaux-arts, avec la gravure, la sculpture et la peinture.
Jusqu’en 1968, son enseignement était assuré par l’École des beaux-arts de Paris et ses 3 annexes en province (Lille, Bordeaux, Marseille) dépendant de la section d’architecture de l’Académie des beaux-arts. L'académie organisait les concours de sélection et d’émulation, en particulier le prix de Rome dont les lauréats étaient récompensés par un séjour à la Villa Médicis au cours duquel ils avaient à produire plusieurs « envois », travaux graphiques longtemps basé sur le relevé des vestiges antiques et d'un projet d'envergure.
En 1968, les contestataires du mouvement étudiant revendiquent le rattachement à l'université. À la rentrée universitaire 1968-1969, le ministre de la Culture André Malraux, pour rompre avec l'académisme, crée une douzaine d'« unités pédagogiques d'architecture » (UPA) dont six puis huit à Paris, les autres remplaçant les écoles d’architecture de Toulouse, Bordeaux, Marseille, Nancy, puis de nouvelles UPA à Rennes, Lyon, Rouen, Strasbourg, Saint-Étienne, etc. La section de l'école des beaux-arts de Paris ainsi disséminée, l'unité des disciplines des Beaux-Arts est rompue. Les nouvelles unités pédagogiques bénéficieront d'une relative indépendance pour gérer la formation qu'elles souhaitent délivrer, ce sans lien réel avec l'université.
Des réformes successives modifient le nombre d'années d'études. Pendant les années 1970, la sixième année était l'équivalent d'une première année de thèse et l'équivalence a été accordée pendant 3 ans au niveau doctorat. Pendant les années 1980, le diplôme est à niveau Bac + 7 (3 cycles de 2 ans + une année pour l'établissement du diplôme (mémoire et projet de fin d'études) et certains des étudiants travaillent comme salariés, « font la place », pendant 2 à 10 ans avant de présenter leur diplôme de fin d'études et d'obtenir le diplôme délivré par le gouvernement ou d'autres établissement d'enseignements habilités. Pendant les années 1990, la longueur des études est rabaissée à 5 années. À la rentrée 1998, le tronc commun revient une formation en trois cycles de deux ans chacun.
Les études d'architecture sont organisées en trois cycles entre 1997 et 2007 qui rallonge d'une année la durée des études et intègre une mise en situation professionnelle sous la forme d'un stage de 6 mois.
- Un premier cycle d'études générales d'une durée de deux ans, conduisant au diplôme de premier cycle des études d'architecture, diplôme national de l'enseignement supérieur ;
- Un deuxième cycle d'études fondamentales d'une durée de deux ans, conduisant au diplôme de deuxième cycle des études d'architecture, diplôme national de l'enseignement supérieur ;
- Un troisième cycle d'approfondissement des connaissances, conduisant soit au diplôme d'architecte délivré par le Gouvernement (DPLG), soit à un diplôme national de troisième cycle de l'enseignement supérieur dans les domaines de l'architecture. Le troisième cycle conduisant au diplôme d'architecte DPLG est d'une durée de deux ans.

Les écoles sont accessibles après le baccalauréat sur sélection (dossier et entretien). Avant la fin des études, dans le cadre du 3e cycle, les étudiants devaient effectuer un stage pratique en agence de minimum 6 mois, et rédiger un mémoire accompagnant un projet (le TPFE, travail personnel de fin d’études) avec une préparation en moyenne de 1 an), lui permettait d'obtenir le diplôme d'architecte délivré par le gouvernement avec ou sans mention (Sémantique : le diplôme est « délivré par le gouvernement » et l'étudiante ou l'étudiant est « diplômée ou diplômé par le gouvernement ». Quand il s'agit de travailler dans le secteur de la construction et de l'aménagement du cadre de vie, l'architecte a pour titre « Architecte DPLG », son détenteur a pour titre professionnel « Titulaire d'un diplôme d'architecte DPLG (DE-HMONP, depuis 2008) ».
Les anciennes unités pédagogiques d'architecture, rattachées au ministère de l'Équipement et du Logement, deviennent, en 1985, des « écoles d'architecture », qui retrouvent leur affiliation au ministère de la Culture, puis en 2005, sont nommées « écoles nationales supérieures d'architecture » (ENSA). Les réformes européennes consécutives au processus de Bologne ont poussé les ENSA à consolider leur offre pédagogique. À ce jour en France, comme dans la quasi-totalité des pays, la formation initiale en cinq ans se dispense en deux cycles. Elle ne permet ni de porter le titre d'architecte, ni d'exercer la profession.
En 2015, le ministère de la Culture (alors dirigé par Fleur Pellerin) publie une Stratégie nationale pour l'architecture (30 mesures, en six axes), dont une partie porte sur la formation, ainsi que sur l'articulation et le rapprochement des métiers de l'architecture avec l'univers des professionnels de la construction et du cadre de vie. Elle annonce notamment la création d'un statut d'enseignant-chercheur et une évaluation nationale de l'habilitation (HMONP) du titulaire d'un diplôme d'architecte d’État. La ministre invite à sensibiliser à l'architecture via notamment des formations sur les problématiques architecturales destinées aux fonctionnaires de l’État, aux collectivités territoriales et aux élus ; elle propose d'introduire dans les écoles des « fablab », des incubateurs et autres espaces de co-travail ou «coworking», et à créer des chaires partenariales de recherche. Un « permis de faire » pourra être expérimenté, permettant à certaines conditions de déroger à certaines règles, afin de ne pas bloquer certaines innovations architecturales méritant d'être testées.
En février 2025, Rachida Dati, en tant que ministre de la Culture a présenté une nouvelle feuille de route (stratégie nationale pour l'architecture, ou SNA-2) qui complète la stratégie de 2015. Elle vise à moderniser, de 2025 à 2029, la formation en repensant son accès et en attirant plus d'étudiants (objectif : +20 % en 10 ans), en redéfinissant « des objectifs dans un contexte marqué par de nouveaux défis et de fortes attentes sociétales (...), s'adapter aux transitions écologique et numérique », et promouvoir plus largement l'architecture dans le pays. « Les arrêtés de 2005 fixant l'organisation, le rythme, les contenus et l'évaluation des enseignements seront revus en profondeur afin notamment de réduire le nombre d'heures encadrées, de les mettre aux standards des écoles comparables, de valoriser la place des stages et celle de l'enseignement du projet dans le cursus, tout en préparant mieux les futurs diplômés aux responsabilités des professionnels de l'architecture ». Une nouvelle école nationale supérieure d'architecture sera crée à La Réunion (dont pour reconstruire Mayotte), ainsi qu'une formation post-master par le réseau Perspectives rurales via l'École nationale supérieure d'architecture de Clermont-Ferrand pour lutter contre les « déserts architecturaux » en milieu rural. La ministre veut généraliser (en deux ans) la formation en alternance dans toutes les écoles d'architecture, et faire en sorte qu'en 5 ans, 20 % des étudiants viennent de filières professionnelles ou technologiques. Les Archi-Folies présenteront 21 appartements démonstrateurs du logement de demain. Dès 2025 la mission interministérielle pour la qualité des constructions publiques renforcera son soutien aux élus locaux et aux associations en matière de formation et d'ingénierie, et l'accès aux contenus pédagogiques liés à l'architecture seront encouragés par le pass Culture et le développement de ressources numériques. Enfin, 100 contrats doctoraux supplémentaires sont prévus sur 5 ans pour accélérer la transition écologique, tout cela sous l'égide d'un nouveau « comité interministériel pour l'architecture »,.

## Diplômes délivrés

### Diplômes d'architecte
Les études d'architecture dans les ENSA et les établissements habilités sont organisées en trois cycles sur la base du schéma LMD (licence, master, doctorat) selon un programme établi par le ministère de la Culture, et dont les modalités sont fixées par l'arrêté du 20 juillet 2005.
- Le 1er cycle, d’une durée de 3 ans, conduit au diplôme d’études en architecture (DEEA), qui confère le grade universitaire de licence (Bac + 3).
- Le 2e cycle, d’une durée de 2 ans, conduit au diplôme d'État d’architecte (DEA), qui confère le grade universitaire de master (Bac + 5). Un diplôme complémentaire d'un an après le 2e cycle conduit à l'habilitation à l'exercice de la maîtrise d'œuvre en son nom propre » (HMONP), qui donne le droit de porter le titre d'architecte et d'exercer la profession (Bac + 6). D'autres formations post-diplômes de 2e cycle peuvent en outre mener à des diplômes de spécialisation et d’approfondissement en architecture (DSA), diplômes nationaux de l’enseignement supérieur, à des diplômes propres aux écoles d'architecture (DPEA), dont la durée de formation varie entre 1 et 2 ans.
- Le 3e cycle, d'une durée de 3 ans, correspond au doctorat, délivré de manière conjointe avec une université habilitée. Les doctorantes et doctorants sont inscrits au sein d'une école doctorale de cette université et rattaché à une unité de recherche.

La ou le titulaire d'un diplôme d'architecte délivré par l’État complété de l'habilitation « HMONP » peut demander à être inscrite ou inscrite au tableau de l'Ordre des architectes pour porter le titre d'architecte et, si le mode d'exercice retenu le permet, exercer la profession d'architecte. Sans habilitation « HMONP », ces titulaires d'un diplôme d'architecte ne peuvent ni porter le titre d'architecte, ni exercer la profession.
Les ENSA de Lyon, Marseille, Montpellier, Nantes, Strasbourg, Toulouse, Versailles et l'ESA de Paris proposent, en outre, une formation professionnelle continue (FPC) aux salariés engagés dans la vie professionnelle dans le domaine de l'architecture, de la construction ou de l'aménagement de l'espace désireux d'obtenir les diplômes du cursus d'architecture selon un emploi du temps aménagé.
Il existe aussi des architectes diplômé par deux autres écoles: l'École nationale supérieure des arts et industries de Strasbourg (section architecture) et l'École spéciale d'architecture à Paris. Ils peuvent aussi exercer porter le titre d'architecte et exercer la profession sous réserve d'être inscrit à l'Ordre des architectes et d'avoir souscrit une assurance professionnelle (sauf comme architecte des bâtiments de France).

### Habilitation à l'exercice de la maîtrise d'œuvre en nom propre (HMONP)
L’habilitation à exercer la maîtrise d’œuvre en son nom propre (HMONP) est une habilitation française délivrée à la personne titulaire d'un diplôme d'État d'architecte lui permettant d'exercer en tant qu'« architecte maitre d'œuvre », ou d'un diplôme équivalent. Il peut se former en alternance et de demander son inscription à l'ordre des architectes. C'est l'une des qualifications proposée par les études d'architecture en France. Définie par un arrêté du 10 avril 2007, elle comprend une formation théorique (150 h minimum) et une mise en situation professionnelle (6 mois minimum). Elle permet d’acquérir, d’approfondir ou d’actualiser ses connaissances dans trois domaines : les responsabilités personnelles du maître d'œuvre, l’économie du projet ainsi que les réglementations et les normes constructives. Le postulant doit prouver qu’il a pris connaissance et intègre les règles et contraintes liées à l’exercice de mise en œuvre personnelle du projet, qu’il les maîtrise et qu’il a les capacités de les utiliser dans une démarche d’évaluation critique. Selon la présidente du Conseil national de l'Ordre des architectes (Cnoa) Christine Leconte, en 2022 le nombre de diplômés en HMONP "semble bridée par des capacités d'accueil trop faibles dans les écoles d'architecture".

#### Historique
Jusqu'en 1977, les maîtres d'oeuvre en architecture se répartissaient entre des architectes qui avaient suivi l'enseignement jusqu'au diplôme d'architecte dans une école d'architecture et d'autres qui exerçaient des fonctions de maîtrise d'oeuvre en architecture sans avoir de diplôme ni porter le titre d'architecte. En 1977, tous ces professionnels exerçant les fonctions de maîtres d'oeuvre en architecture ont eu l'obligation d'être inscrits à l'Ordre des architectes, et de demande un agrément fondé sur leur expérience professionnelle. Des commissions sont instaurées pour désigner qui seront les architectes agréés. En attendant, un récipicé leur est donné qui leur permet de continuer à travailler en étant membre de l'Ordre des architectes comme architecte agréé ou porteur de récipicé.
Les Écoles Nationales Supérieures d'Architecture et deux autres écoles, l'École nationale supérieure des arts et industries de Strasbourg (section architecture) et l'École spéciale d'architecture délivrent des diplômes d'architecte à ceux qui ont suivi un cursus de 7 ans d'études, comprenant 1 an d'études pour la réalisation du mémoire et du projet menant à la soutenance du diplôme. En cours d'études, les étudiants « font la place ». La durée des études est allongée souvent de 2 à 3 ans, voire plus.
En 1987 l'État réduit la durée des études du diplôme d'architecte à 5 ans. De 1988 à 2005, la formation d'architecte revient à 6 ans d'études, intégrant l'année du diplôme, le TPFE (travail personnel de fin d'études) et un stage de 6 mois rémunéré ou non en agence d'architecture. Malgré le changement de durée, le nom du diplôme reste le même : diplôme d'architecte délivré par le gouvernement (DPLG).
La réforme relative aux études d'architecture du 30 juin 2005 (abrogé par décret du 19 août 2013), en l'absence de la mise en place des dispositions d'une habilitation complétant la formation de base, abaisse, à nouveau et pour une courte période, la durée des enseignements d'un an et, de fait, ne permet pas la nécessaire mise en situation professionnelle. À partir de la rentrée universitaire de 2008, le cadre de l'enseignement de l'architecture est rétabli sensiblement comme celui en vigueur à partir de 1988. Tout en les laissant alignées sur les dispositions de 2005 dites « cycle LMD universitaire », la mise en situation professionnelle (on ne parle alors plus de stage) est cadré par un texte : le cycle de licence se conclut par le diplôme d'études en architecture (DEEA) et celui de master par le diplôme d'État d'architecte (DEA), puis, éventuellement, l'habilitation nommée « Habilitation à exercer la Maîtrise d'Œuvre en son Nom Propre (HMONP) ». Ainsi le diplôme d'architecte délivré par l’État, complété de l'habilitation (DE-HMONP) est, depuis 2008, l'équivalent du DPLG qui a existé de 1988 à 2005.

#### Principe
Pour finaliser sa formation d'architecte, l'ADE (ou Architecte Diplômé d'Etat), ou toute personne détenant un diplôme équivalent, doit valider une mise en situation professionnelle (ou MSP) de six mois dans une agence d'architecture sous la responsabilité d'un ou d'une architecte praticien, 150 heures d’enseignements et un mémoire ainsi qu'une soutenance de retour d'expérience sur une thématique choisie.
Ce n'est qu'après l'obtention de l'HMONP et l'inscription au tableau de l'ordre que le professionnel peut porter le titre d'architecte. Si jusqu'en 2007, l'étudiant obtenait le « diplôme d'architecte » délivré par le gouvernement, ou autre établissement habilité, après 2007 le diplôme équivalent au master porte toujours le nom de « diplôme d'architecte » mais, pour marquer le changement, il est dit délivré par l'État (les autres établissements habilités à délivrer le diplôme ont conservé leur nom). Les étudiants et les jeunes titulaires du diplôme universitaire d'architecte sont, dans le cadre professionnel, « titulaires d'un diplôme d'architecte de l'État ». L'article 40 de la loi sur l'architecture ne prévoit aucune sanction d'ordre pénal dans la mesure où la confusion entre le nom du diplôme universitaire et l'exercice de la profession n'est possible.
Le nom du diplôme a changé, les conditions pour porter le titre d'architecte et (éventuellement) en exercer la profession perdurent depuis 1977. Le DPLG est l'acronyme de « diplômé par le gouvernement ». L'article 10 du code de déontologie des architectes traite de la question : « Devoirs Professionnels - Règles personnelles : L'architecte doit mentionner de façon distincte les diplômes, certificats ou titres français ou étrangers en vertu desquels il est inscrit au tableau de l'ordre et les autres diplômes, certificats, titres ou fonctions dont il peut se prévaloir. » Comme il s'agit d'une règle professionnelle, les architectes qui n'exercent pas la profession n'ont pas l'obligation de mentionner le nom du diplôme détenu. Les titulaires d'un diplôme d'architecte, qui ne sont pas inscrits à l'ordre des architectes, n'étant pas architectes, n'ont pas à prêter serment, n'en portent pas le titre et n'ont pas l'obligation de mentionner le nom de leur diplôme.
De même, si le code de déontologie s'impose, l'architecte qui a obtenu un diplôme délivré par l'État complété de l'habilitation à exercer la maîtrise d’œuvre en nom propre écrira, dans sa communication commerciale à la suite de son nom, les termes « architecte DE-HMONP », qui représente son titre.
La formation est ouverte aux candidats titulaires d'un diplôme d'État d'architecte ou d'un titre français ou étranger admis en équivalence du diplôme français. Les candidats doivent fournir un dossier complet comprenant :
- une lettre de motivation argumentée ;
- un curriculum vitæ détaillé ;
- un contrat de travail (CDD ou CDI) ou une promesse d'embauche (CDD, CDI ou contrat « Passerelle ») mentionnant précisément la durée prévisionnelle du contrat et le montant de la rémunération qui ne pourra être inférieure au SMIC ; le statut d'auto-entrepreneur peut être autorisé dès lors que l'ADE est inscrit à ce régime depuis au moins 12 mois. Néanmoins, certaines ENSA incitent les ADE au salariat afin qu'ils soient officiellement intégrés aux entreprises dans lesquelles ils font leur MSP.
- un protocole entre le tuteur et l’ADE contenant une annexe sur les objectifs de la MSP qui devra être signée par le directeur d’études et le tuteur. L’annexe permet d’analyser la motivation professionnelle de l'ADE. Il doit effectuer un important travail préalable de réflexion avec son tuteur. L’annexe doit permettre de résumer le projet de l’ADE et de mieux cibler les objectifs de la MSP en définissant précisément ce qu’il fera dans l’agence. Une expérience de chantier est vivement souhaitable durant l’année de formation.

La MSP ne peut commencer qu’après la validation de la théorie en mars et doit se poursuivre jusqu’au dernier séminaire de novembre. Elle peut se prolonger jusqu’à fin février soit une durée possible de 11 mois. Elle peut être réalisée au sein de l'un des pays de l’Europe, dans la mesure où le diplôme obtenu en France permet d’exercer dans tous les pays de l’Union européenne en application de la directive européenne 2005/36/CE. Il sera toutefois nécessaire que l’ADE suive l’ensemble des séminaires mensuels. Sans quoi, la MSP ne pourra pas être validée.
Les lieux possibles de mise en situation professionnelle doivent correspondre à des lieux d’exercice réel de la maîtrise d’œuvre. Les agences d’urbanisme sont autorisées dès l’instant où ces structures inscrites à l’Ordre des architectes français font de la maîtrise d’œuvre et ont en leur sein un architecte maître d’œuvre inscrit à l’Ordre des architectes et ayant au moins 5 années de pratique de la maîtrise d’œuvre.

### Recherche
Au-delà de l'initiation à la recherche présente en cycle de master, un parcours spécifique permettant d’approfondir la préparation à la recherche est développé. Ce parcours permet la délivrance du DEA comportant une mention « recherche ». Un doctorat en architecture peut être préparé en 3 ans au sein des unités de recherche des ENSA, partenaires des écoles doctorales universitaires.
Le cycle du doctorat, en trois ans après le master, est consacré exclusivement à la formation et par la recherche. Le titre de docteur est aujourd’hui l’une des étapes implicites pour la candidature aux postes d’enseignants dans les ENSA. La mise en place d'une démarche scientifique s'est effectuée avec la mise en place des UPA après 1968. Nombre d'écoles d'architecture françaises contribuent à des cycles doctoraux en association avec des universités habilitée.

### Double cursus
Quelques écoles d'architecture proposent un double parcours ingénieur architecte en partenariat avec des écoles d'ingénieur. L'ENSA de Lyon et l'ENSA de Toulouse ont initié ce double parcours en 1996 : l'école nationale supérieure d'architecture de Lyon propose un double parcours avec centrale Lyon, l'INSA Lyon et l'ENTPE ; l'ENSA de Toulouse permet un double parcours avec l'INSA Toulouse. D'autres ENSA ont intégré cette logique de double parcours vers 2007 : l'école nationale supérieure d'architecture de Paris-La Villette en partenariat avec l'ESTP (École spéciale des travaux publics) et l'EIVP (école des ingénieurs de la ville de Paris) et de l'école nationale supérieure d'architecture de Nantes (avec l'école centrale de Nantes). En 2010, l'école nationale supérieure d'architecture de Marseille propose le double parcours avec l'École polytechnique universitaire de Marseille (Polytech'Marseille). L'INSA de Strasbourg permet un double parcours en son sein, dans les deux sens, avec les filières G (Topographie), GC (Génie Civil) ouGCE (Génie Climatique et Énergétique).
Plusieurs écoles d'ingénieurs proposent par ailleurs un double cursus d'ingénieur architecte, à l'instar des ENSA de Lyon et de Toulouse, l'École nationale des ponts et chaussées au sein du département « Génie Civil et Construction » en partenariat avec l'ENSAVT.

## Liste des établissements supérieurs d'architecture
Les études d'architecture sont organisées dans les écoles nationales supérieures d'architecture placées sous la tutelle du ministre chargé de l'architecture et, le cas échéant, dans d'autres établissements publics à caractère scientifique, culturel et professionnel habilités, seuls ou conjointement, à délivrer les diplômes. Cette habilitation est prononcée après une évaluation nationale périodique, dans le cadre d'un contrat passé avec l'État.
Les vingt-et-une écoles nationales supérieures d'architecture :
- École nationale supérieure d'architecture et de paysage de Bordeaux
- École nationale supérieure d'architecture de Bretagne (à Rennes)
- École nationale supérieure d'architecture de Clermont-Ferrand, associée à l'université d'Auvergne[24]
- École nationale supérieure d'architecture de Grenoble, associée à la communauté Université Grenoble-Alpes[24]
- École nationale supérieure d'architecture et de paysage de Lille
- École nationale supérieure d'architecture de Lyon, associée à l’institut national des sciences appliquées de Lyon[24]
- École nationale supérieure d'architecture de la ville & des territoires Paris-Est, établissement-composante de l’Université Gustave Eiffel[25], associée à l'EPE université Paris-Est (Paris-Est Sup)[24]
- École nationale supérieure d'architecture de Marseille (campus de Luminy)
- École nationale supérieure d'architecture de Montpellier
- École nationale supérieure d'architecture de Nancy
- École nationale supérieure d'architecture de Nantes
- École nationale supérieure d'architecture de Normandie (à Darnétal), membre de la ComUE Normandie Université
- École nationale supérieure d'architecture de Paris-Belleville, associée à la ComUE université Paris-Est[24]
- École nationale supérieure d'architecture de Paris-La Villette
- École nationale supérieure d'architecture de Paris-Malaquais, associée à l'université PSL[26],[27]
- École nationale supérieure d'architecture de Paris-Val de Seine, associée à l’université Paris-Diderot[24]
- École nationale supérieure d'architecture de La Réunion
- École nationale supérieure d'architecture de Saint-Étienne, associée à l’université Jean-Monnet-Saint-Étienne[24] et à l'université de Lyon
- École nationale supérieure d'architecture de Strasbourg, associée à l’université de Strasbourg[24]
- École nationale supérieure d'architecture de Toulouse, associée à l’université fédérale de Toulouse-Midi-Pyrénées[24]
- École nationale supérieure d'architecture de Versailles

D’autres établissements sont reconnus équivalents aux ENSA :
- École spéciale d'architecture de Paris (établissement privé, formation payante) - ESA
- Institut national des sciences appliquées de Strasbourg - INSAS (anciennement ENSAIS, relève de la tutelle du ministère de l'Éducation nationale)
- École de Chaillot de la Cité de l'architecture et du patrimoine - ECCAP.

### Évaluation des écoles d'architecture
Les écoles d'architecture sont évaluées tous les quatre ans par le Haut Conseil de l'évaluation de la recherche et de l'enseignement supérieur (HCÉRES), une autorité administrative indépendante chargée d'évaluer l'ensemble des structures de l'enseignement supérieur et de la recherche.
Le Hcéres traite ainsi, notamment, de : la gouvernance et le pilotage de l'établissement, la formation, la politique de recherche ainsi que la vie étudiante. Toutes les évaluations sont accessibles sur son site internet, assurant une grande transparence sur l'état du fonctionnement et de l'enseignement dans chaque école d'architecture française. Cependant, le Hcéres ne fournit aucun classement des écoles d'architecture, pas plus que le ministère de la Culture qui assure la tutelle des écoles d'architecture.
Ainsi, il n'existe aucun classement officiel des établissements diffusant un enseignement de l'architecture, contrairement aux écoles d'ingénieurs ou encore aux pays anglo-saxons où existe une forte culture du classement. Il existe cependant des classements officieux, produits par des revues d’architecture ou des organismes de formation indépendants.

### Controverse
Depuis juillet 2020, un contexte non réglementaire concernant la rémunération d'environ la moitié des enseignants embauchés pour un besoin permanent dans les 20 ENSA a été dévoilé par plusieurs articles dans la presse, et ensuite relayés par les médias sociaux. Ces enseignants sont rémunérés au taux SMIC, même après 20 ou 30 ans d'ancienneté, soit 629 euros pour un mi-temps sans aucune évolution au fil des décennies, alors que l'article 1-3 du décret n° 86-83 du 17 janvier 1986 relatif aux dispositions générales applicables aux agents contractuels de l'État précise à que « Le montant de la rémunération est fixé par l'autorité administrative, en prenant en compte, notamment, les fonctions occupées, la qualification requise pour leur exercice, la qualification détenue par l'agent ainsi que son expérience ».
Cette sous-rémunération non réglementaire des enseignants a un effet négatif sur la qualité des études, et donc un impact sur la compétitivité de la France dans ce champ.
En outre, depuis les cinq réformes de 2018, une très grande proportion des 20 écoles ont repris une pratique antérieure à 2012 d'embaucher des enseignants pour un besoin permanent pour donner des cours régulièrement et de les considérer, à tort, comme des « intervenants externes », par l'attribution d'un petit nombre d'heures à chaque enseignant, par un saucissonnage des anciens postes d'enseignants contractuels. Ces enseignants appelés désormais « intervenants externes », sont dépourvus de congés, représentation, sécurité d'emploi, etc. légalement garantis par le droit du travail en France.